# لويز جيرمين
لويز جيرمين (بالإنجليزية: Louise Germaine)‏ هي عارضة بريطانية، ولدت في 1971 في مارجيت في المملكة المتحدة.

## وصلات خارجية
- لويز جيرمين على موقع IMDb (الإنجليزية)
- لويز جيرمين على موقع قاعدة بيانات الفيلم (الإنجليزية)